# Heliga Trefaldighetskyrkan, Kristianopel
Heliga Trefaldighetskyrkan, även kallad Kristianopels kyrka, uppfördes 1624 i den dåvarande danska staden Kristianopel.

## Kyrkobyggnaden
Staden Kristianopels första kyrka uppfördes vid staden grundläggning år 1600 och ersatte Sankt Petri kyrka i Avaskär. Vid midsommar 1611 totalförstördes den av svenska armén med kronprinsen Gustav II Adolf i spetsen.
En ny kyrka behövdes och 1618 påbörjades bygget av denna med stöd av den danske kungen. Bygget leddes av Olluff Madsen. För byggnaden hämtades kalk och gråsten från Öland och tegel från Nättraby. Kyrkan togs i bruk 1624 trots att den ännu inte var helt färdigbyggd och tilldelades namnet Heliga Trefaldighets kyrka.
Kyrkan har till sin grundplan likheter med Heliga Trefaldighets kyrka  i Kristianstad. Båda ansluter sig till den tyska salkyrkotypen med ett brett långhus med tvärskeppsliknande korsarmar i norr och söder. Att kyrkans torn med trappgavlar uppfördes i norr berodde främst på lokala förhållanden eftersom stadsgatan gick fram utanför den snedvinkliga gaveln.
Långhuset är svagt parallellogramformat för att anpassa kyrkobyggnaden till den dåvarande stadsplanen. Kyrkan är idag den enda byggnad som finns från tiden då Kristianopel var stad.

## Interiör
Interiört är kyrkan en rymlig salkyrka med ett platt trätak med synliga bjälkar från 1792. Korväggen som avskiljer den bakomliggande sakristian tillkom 1838 och är dekorerad  av Johan Eneberg. 
Altaruppsatsen i nordisk 1500‐tals‐renässansstil tillkom 1624 och är indelad i tre avdelningar. Överst är ”Kristi uppståndelse”, i mitten finns ”Nattvardens instiftelse”, flankerad på sidorna av Moses och Johannes döparen. Underst finns den inramade texten ”Tagen och äten” och ”Tagen och dricken”. (Verbformerna på ‑en är gamla imperativformer.) Uppsatsen kröns av en ängel med ett kors.
I kyrkan finns en ljuskrona från 1500-talet som en gång hängt i Sankt Petri kyrka i Avaskär. Här finns också vid norra korväggen en kungastol från 1635 med kung Kristian IV:s namnchiffer. Denna stol har även under de svenska kungarnas Eriksgator på den bakomliggande väggen fått Gustaf VI Adolfs och Carl XVI Gustafs namnchiffer. 
Predikstolen vars korg pryds av de fyra evangelisterna är från 1621, medan den åttakantiga baldakinen (ljudtaket) tillkom 1787. I anslutning till uppgången till predikstolen finns ett korskrank från 1647.
Dopfunten vid södra korväggen är av grön marmor och öländsk kalksten 1633.
Den slutna bänkinredningen tillkom 1810.
Ett begravningsvapen på norra väggen erinrar om amiral Gustaf Vilhelm von Gerdten  död 1754.
Kyrkan har två votivskepp. I södra korsarmen hänger sedan 1963 skeppet Polstjärnan och i en glasmonter i norra korsarmen en kopia av linjeskeppet Gustav III, gåva till kyrkan 1979.

## Bilder

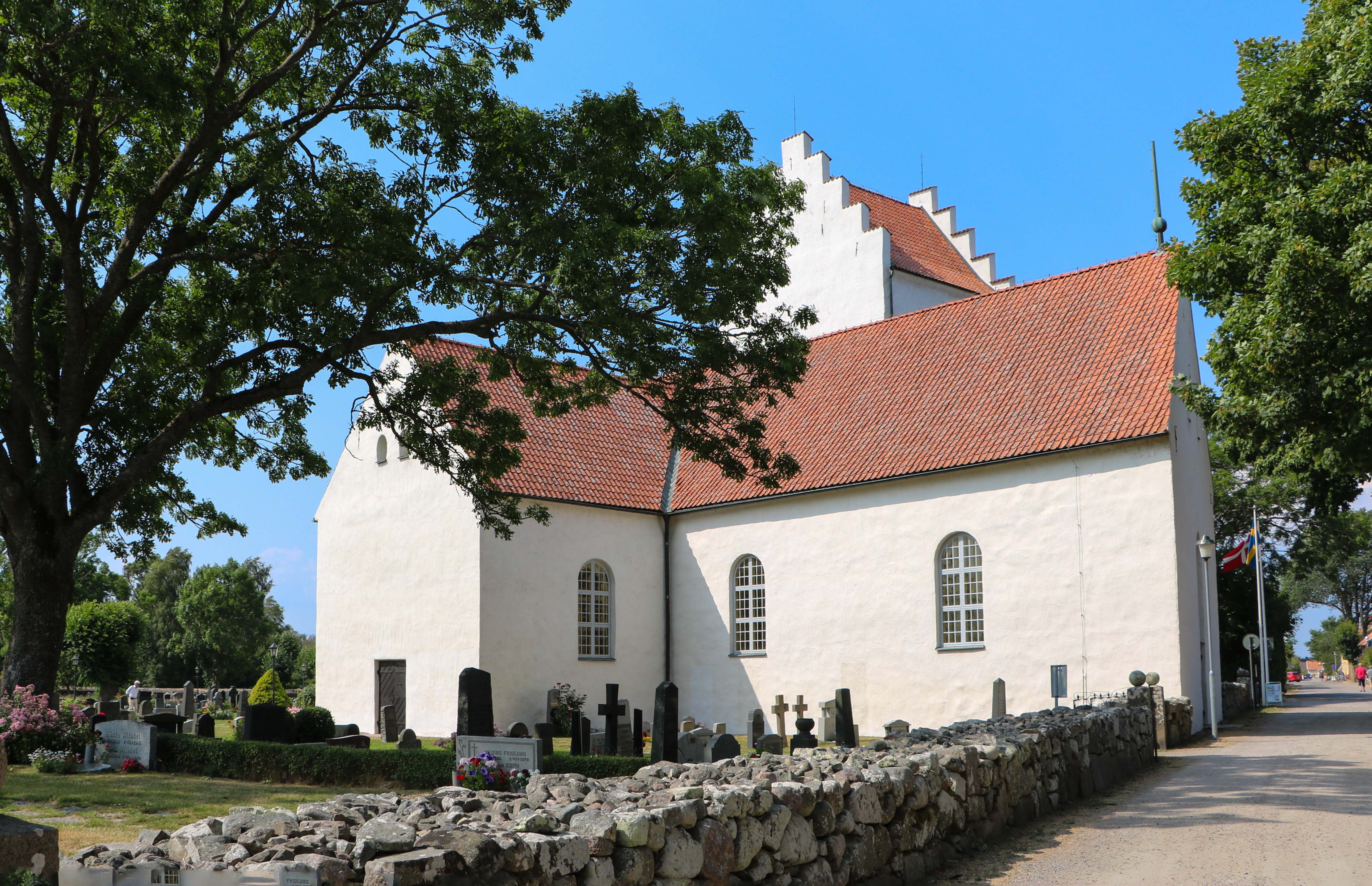
Exteriör från söder.
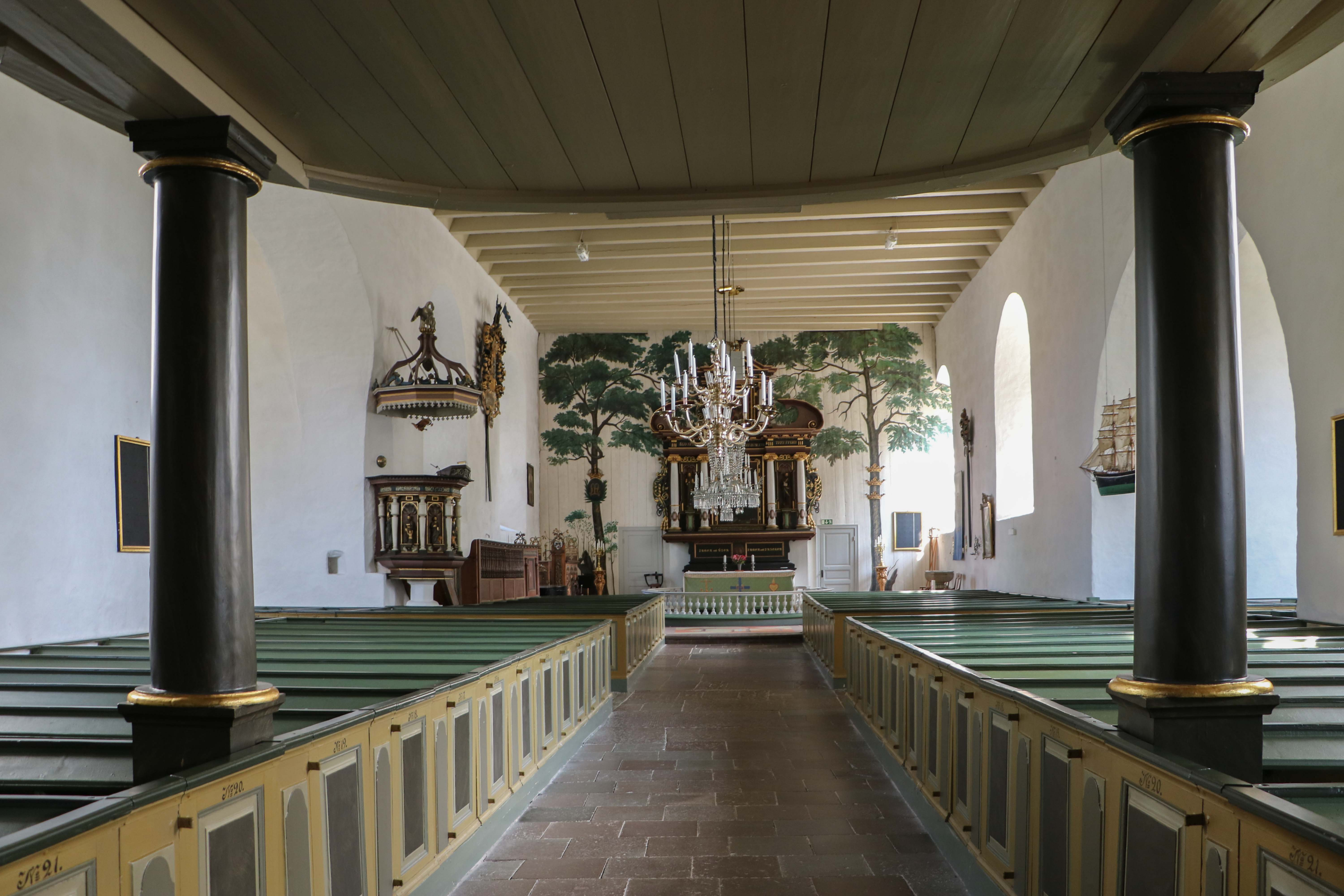
Interiör mot öster.
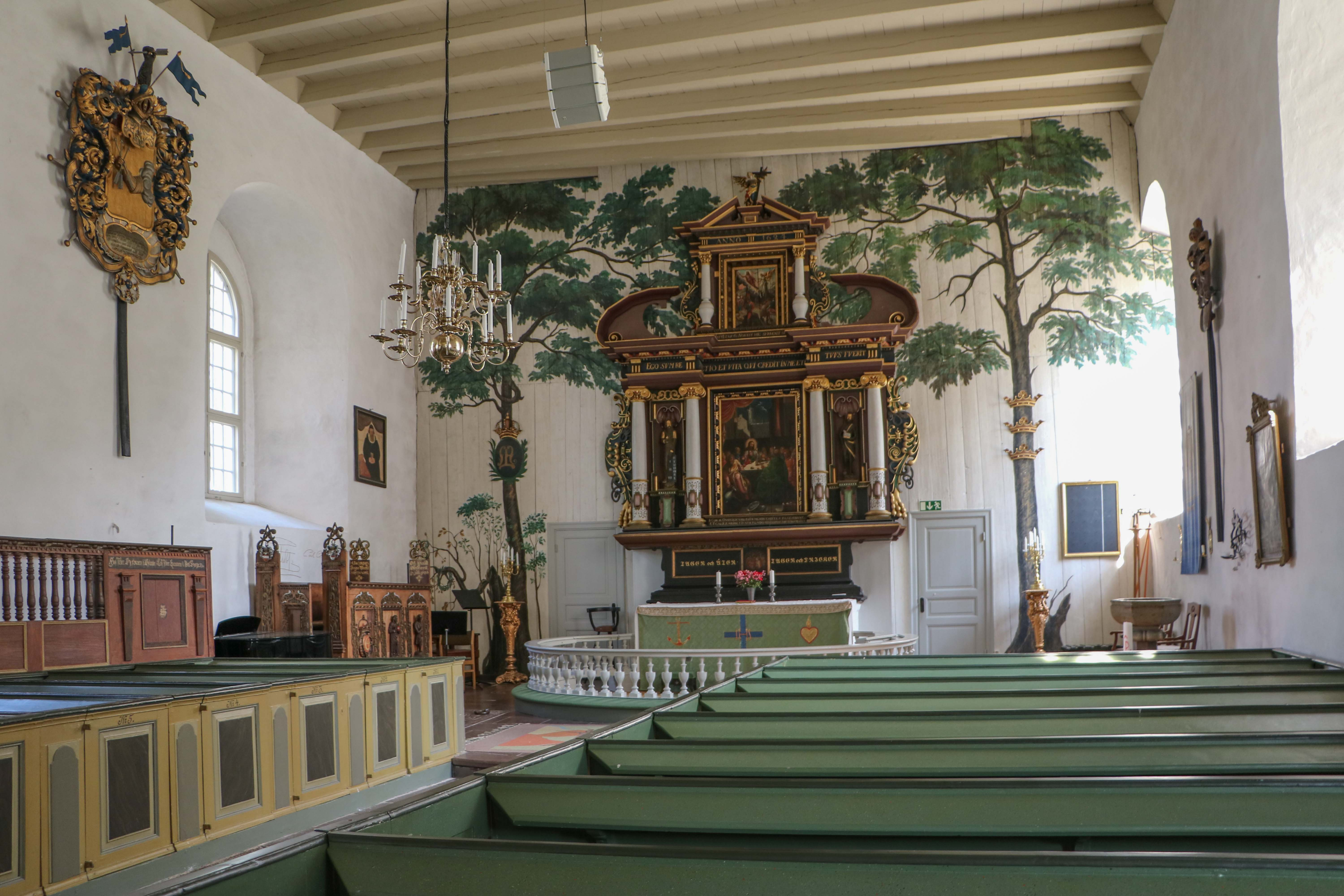
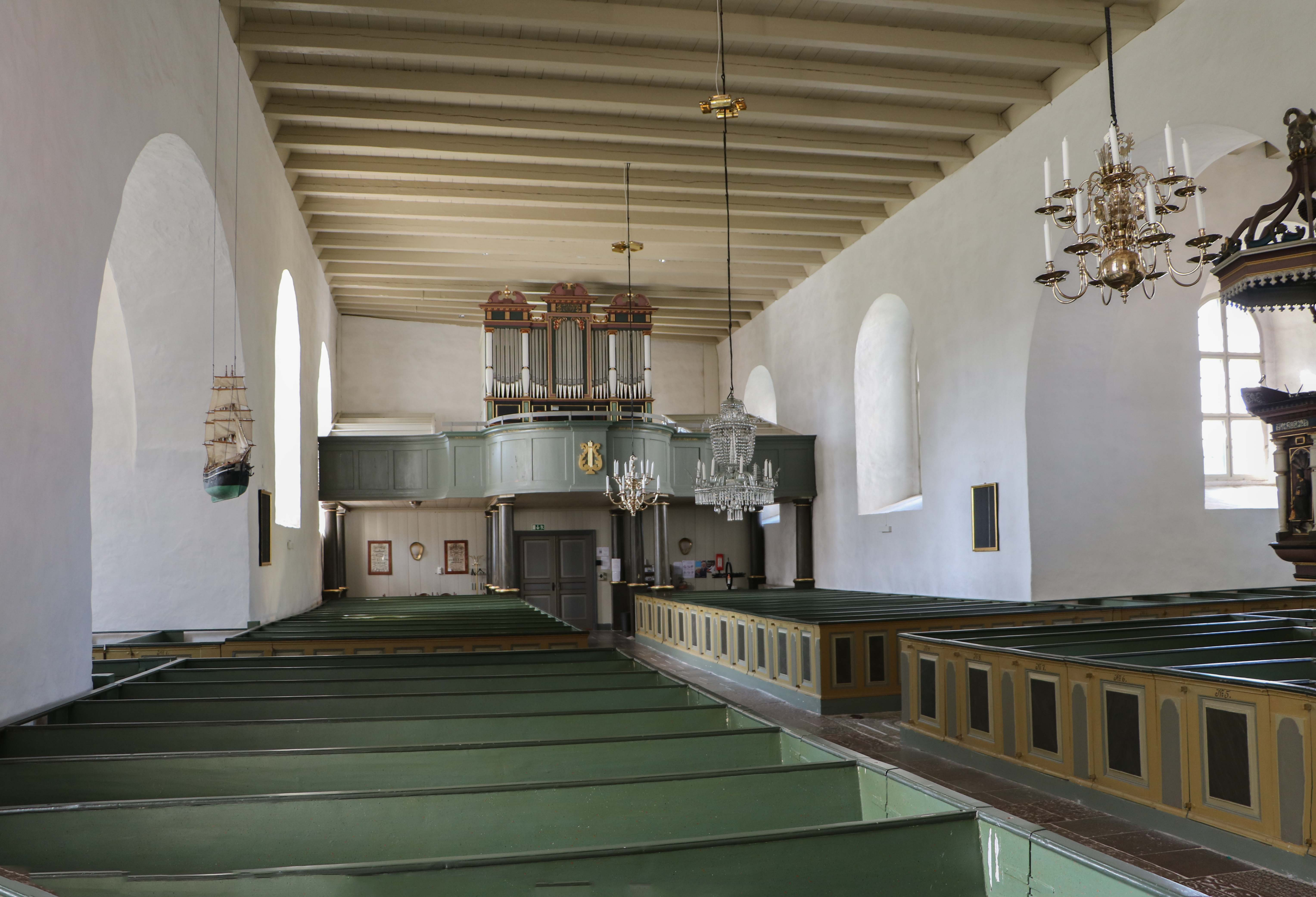
Interiör mot väster.
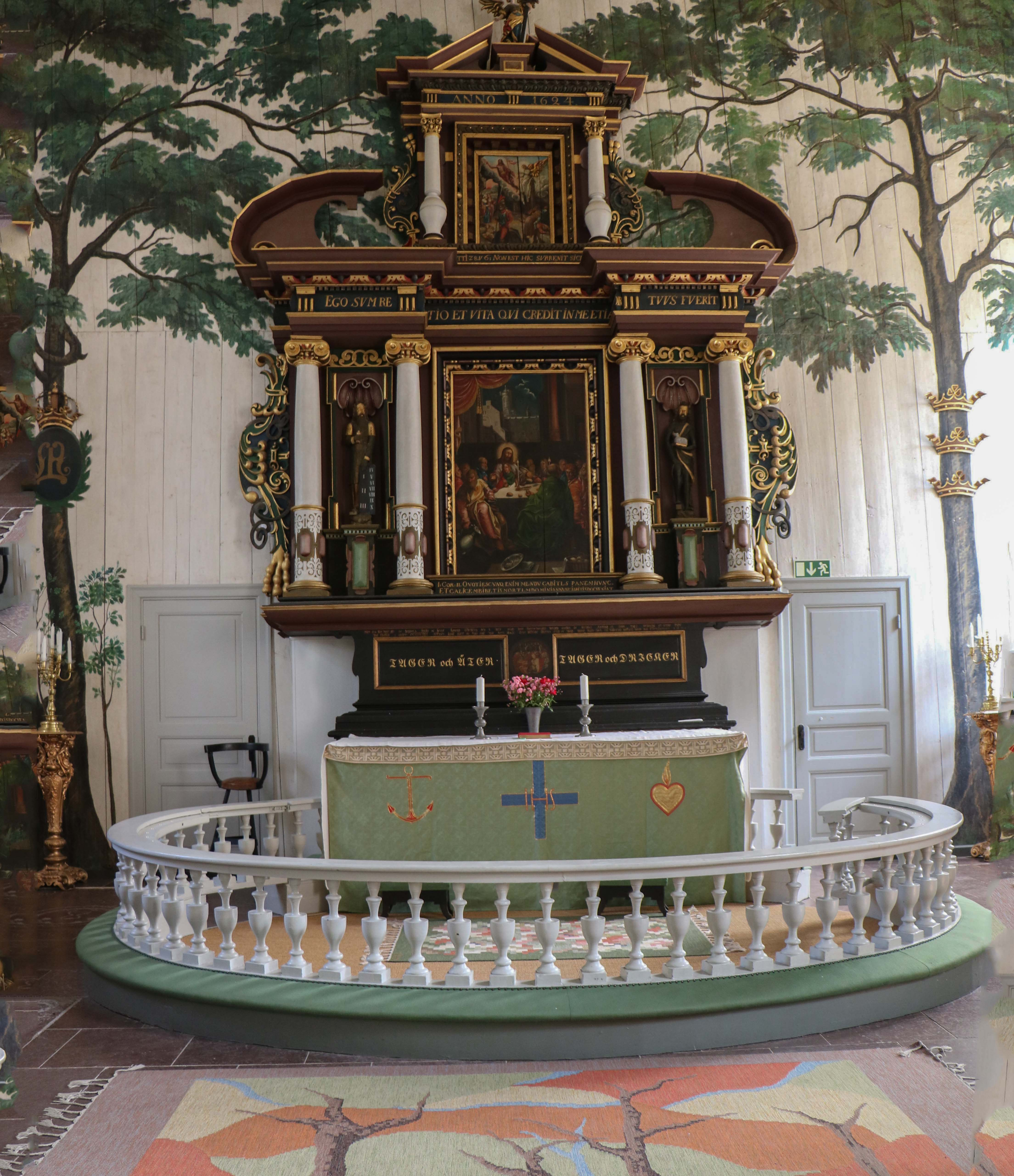
Altaruppsatsen 1624.
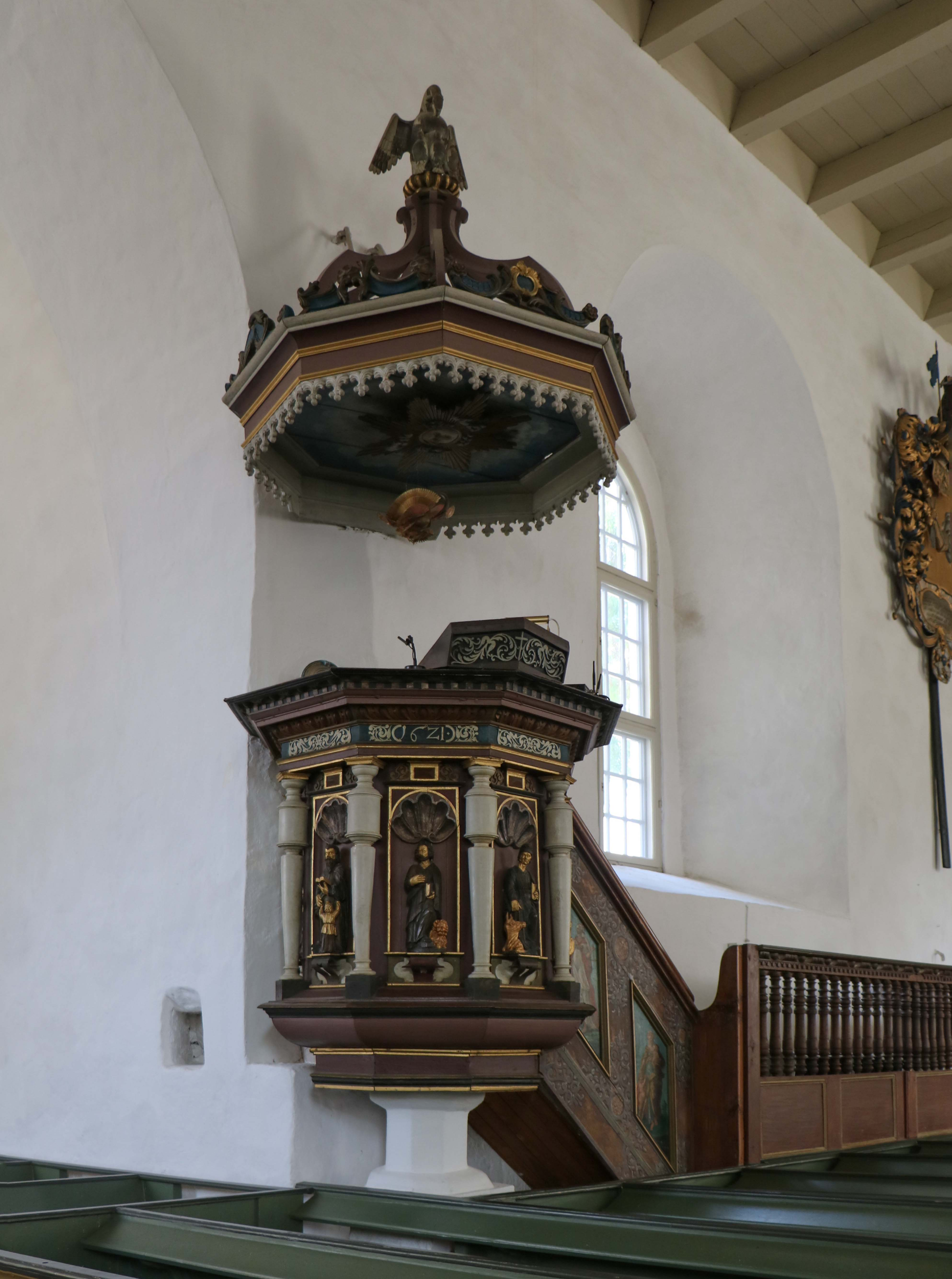
Predikstolen 1621.
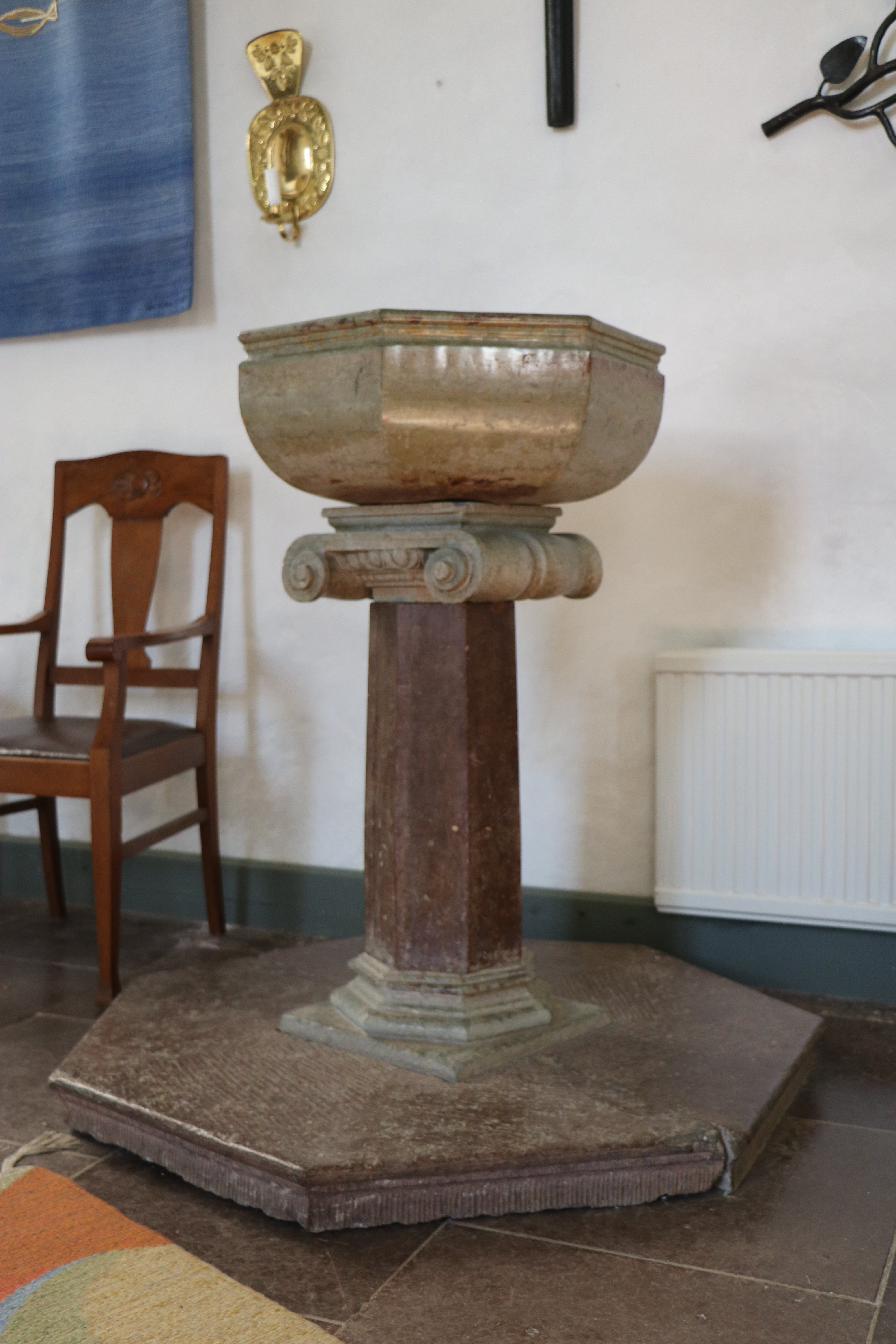
Dopfunten.
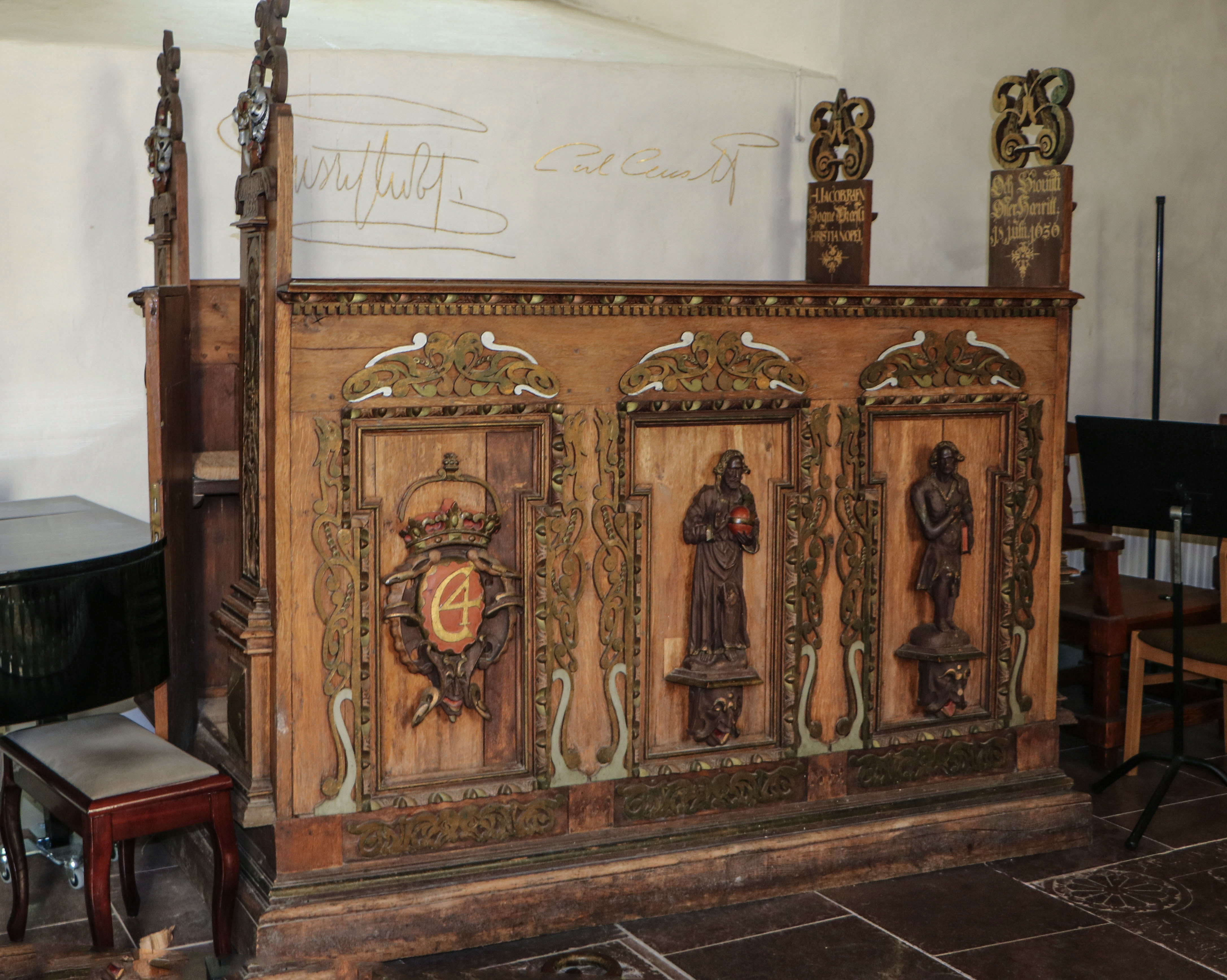
Kungabänken.
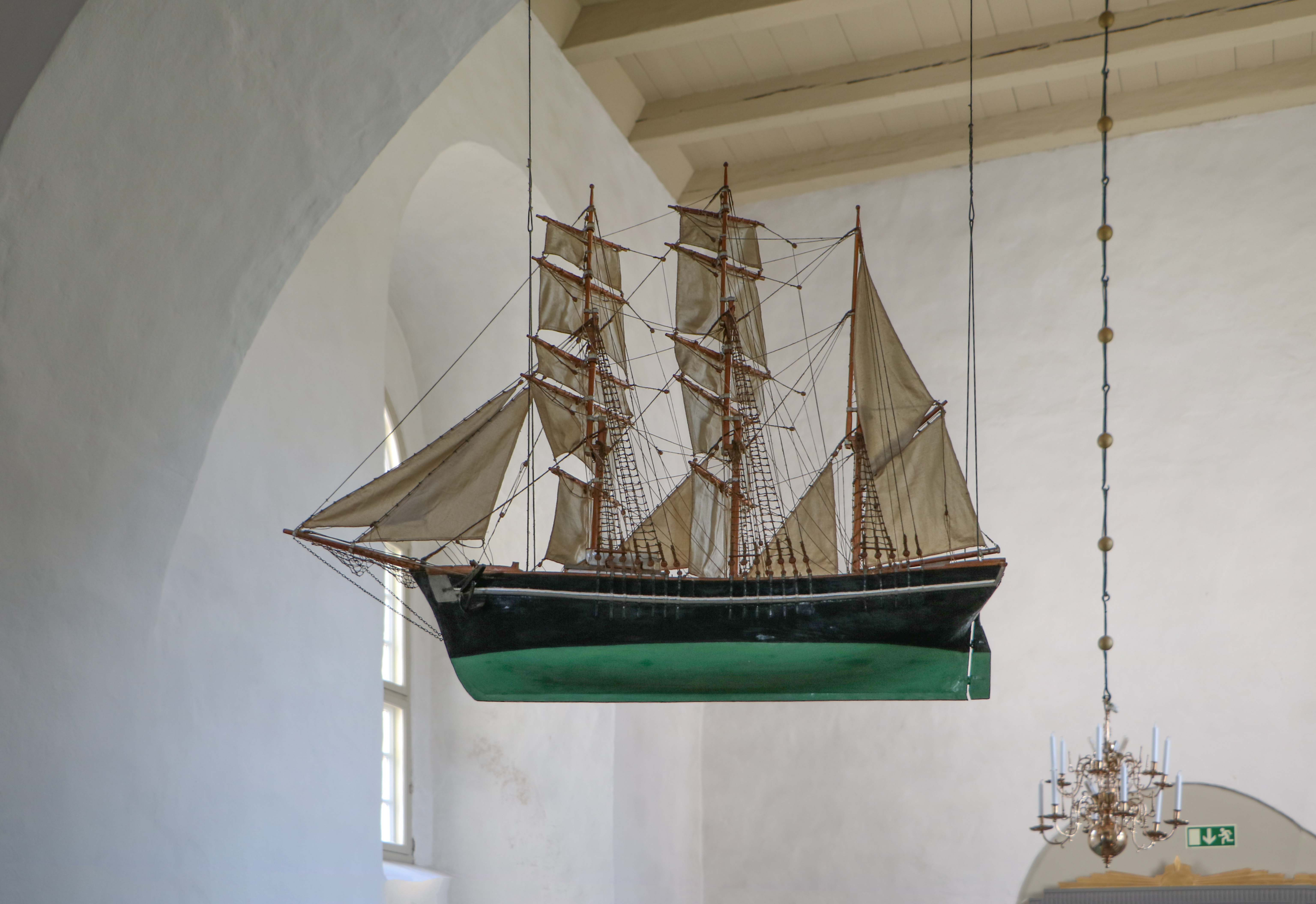
Votivskeppet Polstjärnan 1963.
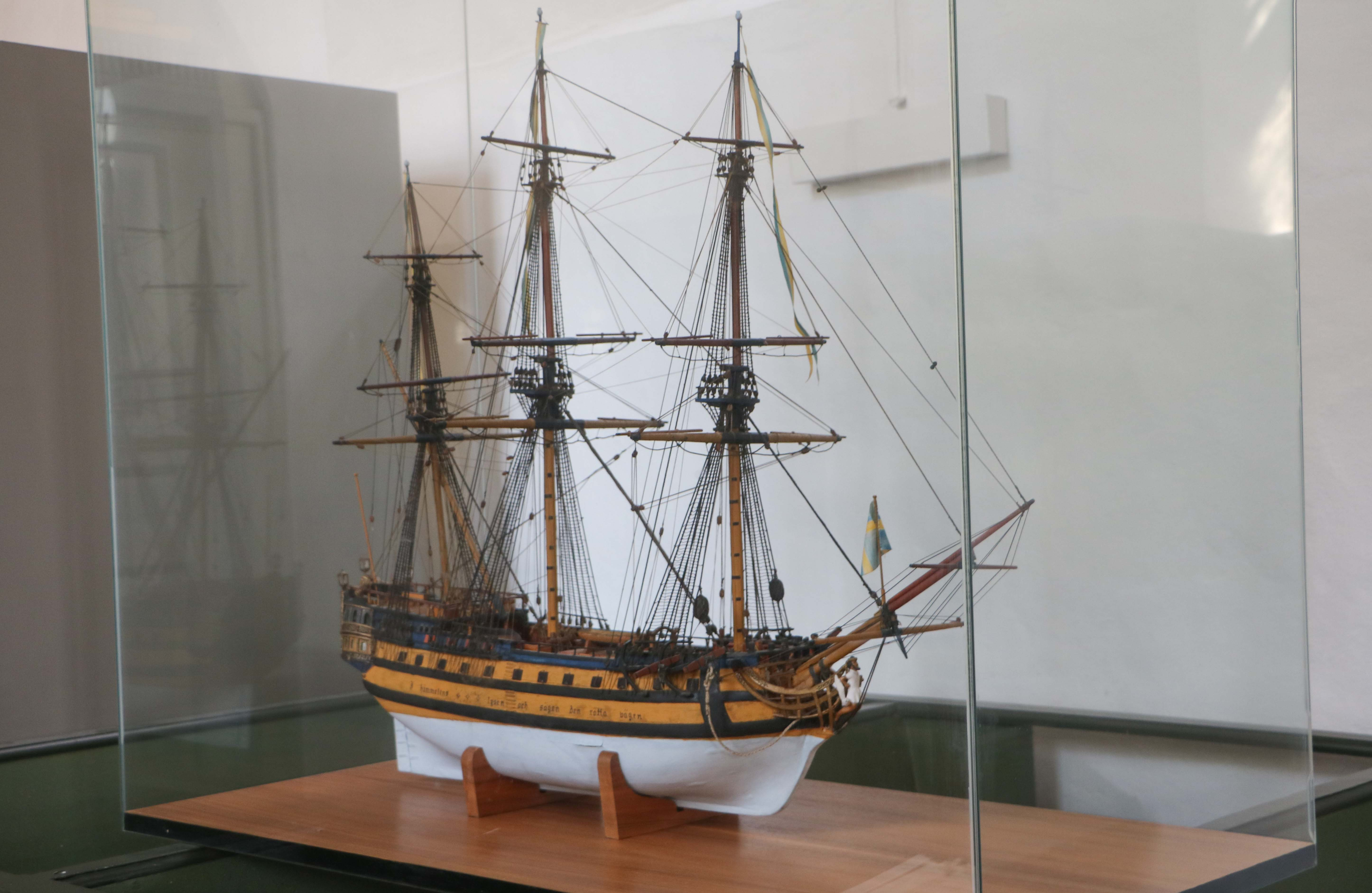
Votivskeppet Gustav III  1979.
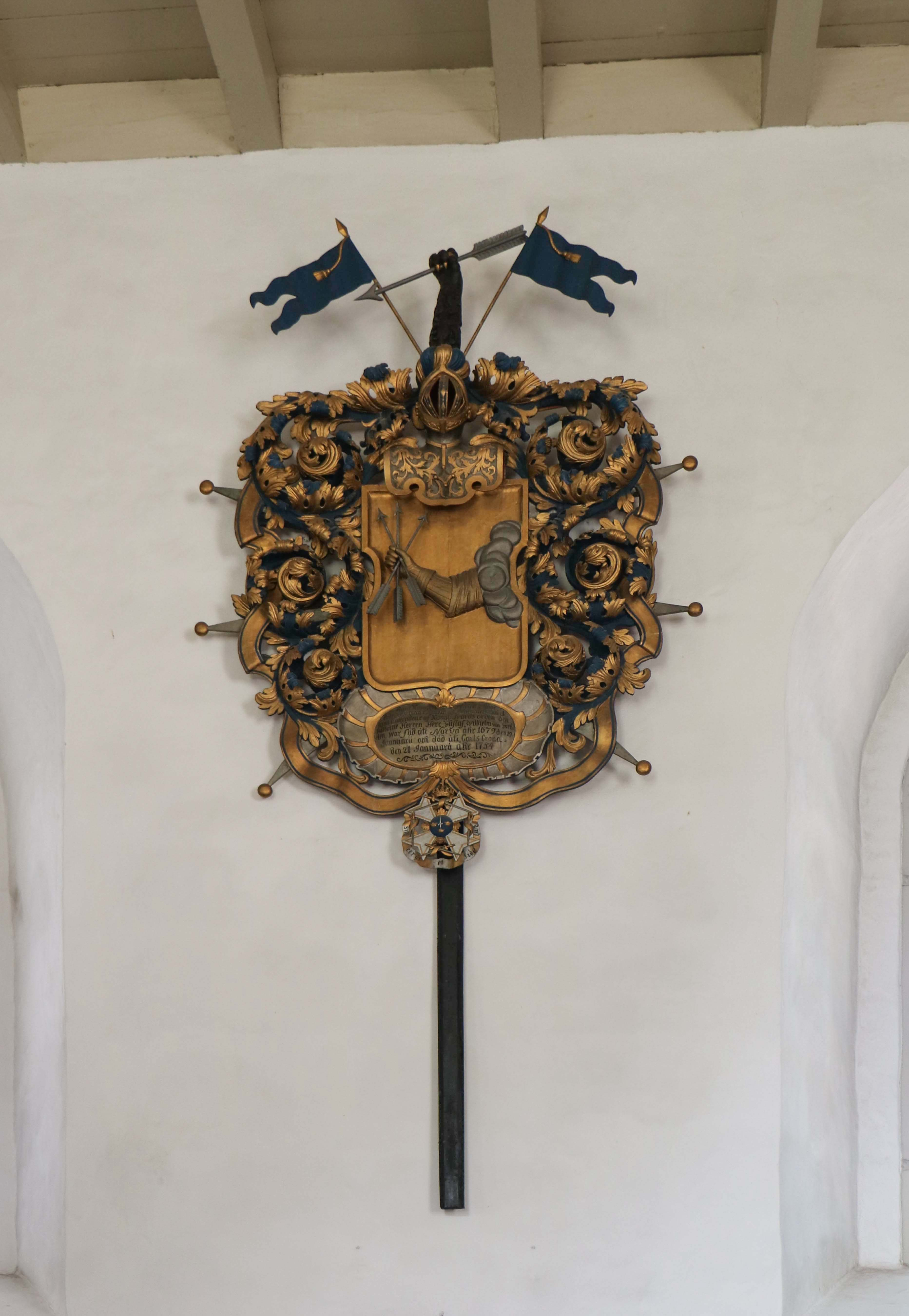
Begravningsvapen.
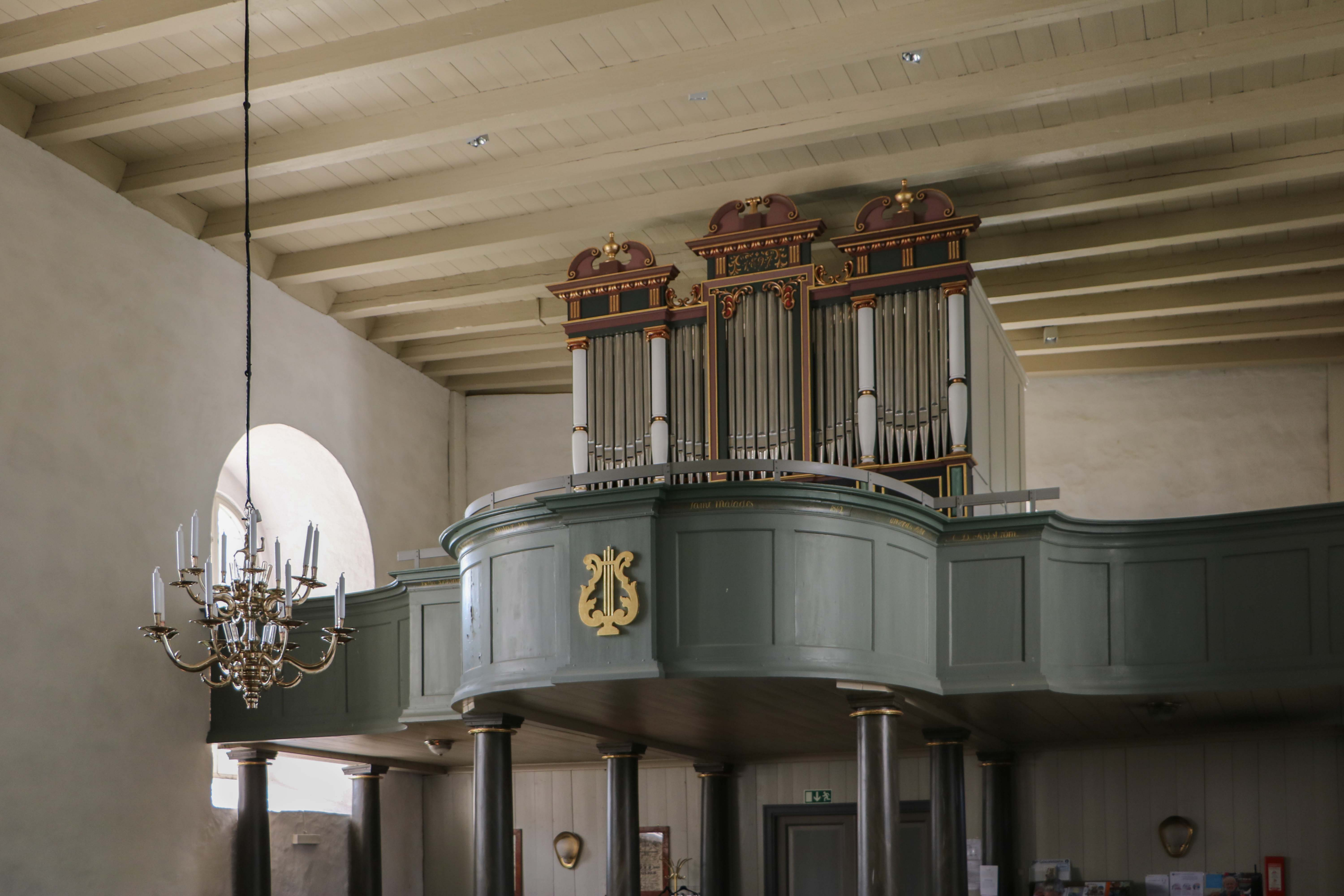
Orgeln.

## Orgel
- 1647 omnämns ett 5-stämmigt positiv som flyttades 1681 till Karlskrona när Kristianopel förlorade sina stadsrättigheter. Den tidigaste orgeln efter det skaffades 1897.
- Fasaden är från den föregående orgeln byggd 1897 av Carl Elfström i Ljungby. Den omändrades 1951 och 1965.
- Den nuvarande orgeln är mekanisk, har 18 stämmor och är byggd 1979 av Hammarbergs orgelbyggeri i Göteborg.Orgelbyggarens information - placerad i orgelhuset

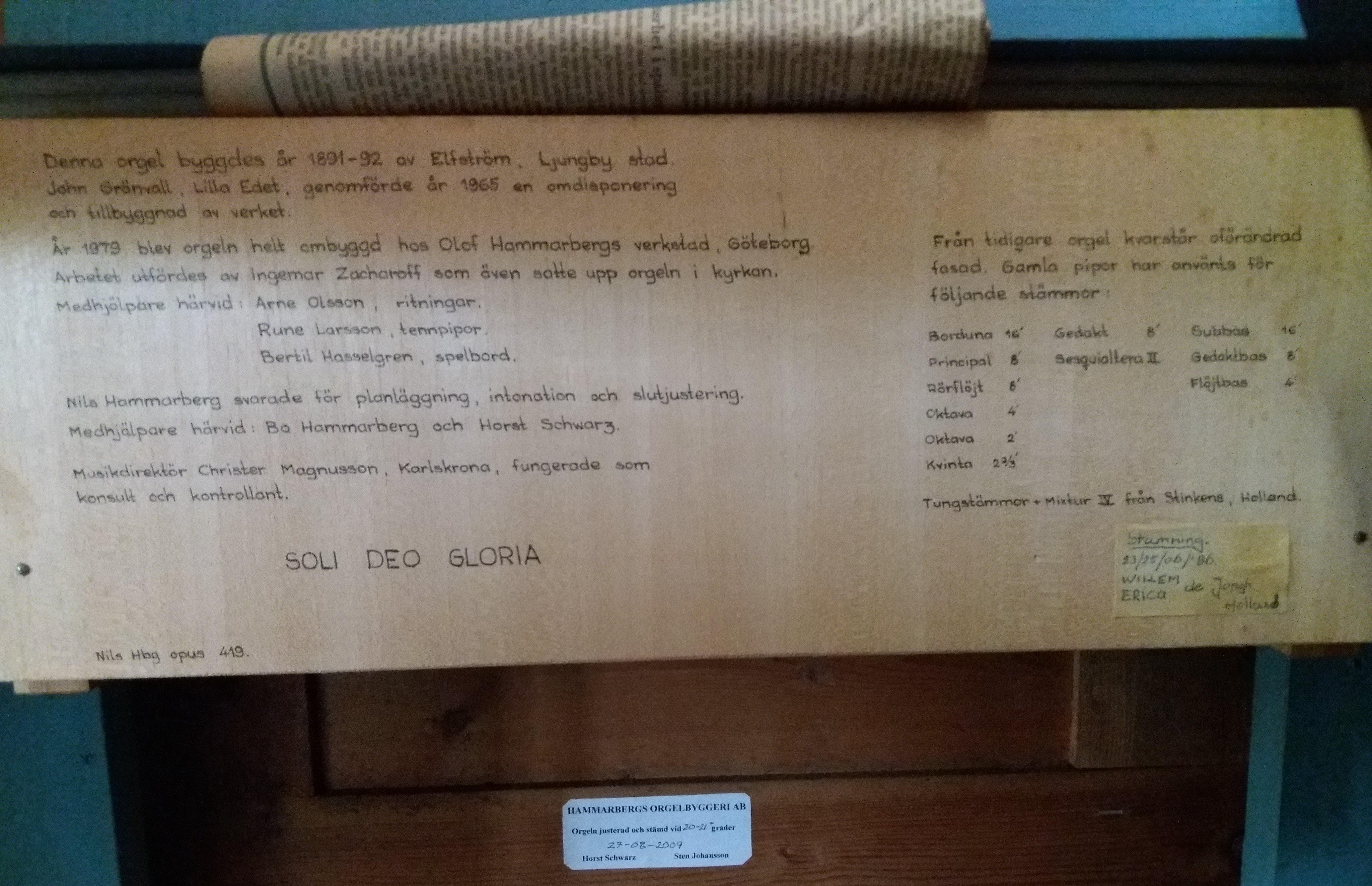
Orgelbyggarens information - placerad i orgelhuset

| Huvudverk (I) C-g3 | Svällverk (II) C-g3 | Pedalverk (P) C-f1 | Koppel |
| ------------------ | ------------------- | ------------------ | ------ |
| Borduna 16'        | Gedakt 8'           | Subbas 16'         | I/P    |
| Principal 8'       | Fugara 8'           | Gedaktbas 8'       | II/P   |
| Rörflöjt 8'        | Tvärflöjt 4'        | Flöjtbas 4'        | II/I   |
| Oktava 4'          | Flautino 2'         | Fagott 16'         |        |
| Kvinta 2 2⁄3'      | Sesquialtera II     |                    |        |
| Oktava 2'          | Oboe 8'             |                    |        |
| Mixtur IV          | Tremulant           |                    |        |
| Trumpet 8'         |                     |                    |        |